# Natalja Sorokina
Natalja Vladimirovna Sorokina (ryska: Наталья Владимировна Сорокина) född Guseva (ryska: Гусева) 12 september 1982 i Tichvin i Ryska SFSR i Sovjetunionen (nu Ryssland), är en rysk före detta skidskytt.
Sorokina har tävlat sedan 1994 och slog igenom i världscupen under säsongen 2003/2004 då hon vann sin första världscupstävling i italienska Anterselva i sprint. Guseva var även med vid VM 2007 i Antersleva och där blev hon bronsmedaljör i sprint. Dessutom slutade hon fyra både i masstart och jaktstart. Guseva var även med i OS 2006 i Turin där hon bara tävlade i masstart och slutade på 24:e plats. År 2009 gifte sig Guseva med en journalist i Kursk, Denis Sorokin. 